# MotorSport Vision
MotorSport Vision (MSV) é uma organização de automobilismo e um dos principais operadores de eventos do esporte a motor no Reino Unido. A MSV tem uma carteira que varia dos principais campeonatos de duas e de quatro rodas à organização de evento de condução incorporado da PalmerSport.